# Diomede Bonamici
Diomede Bonamici (Livorno, 23 gennaio 1823 – 7 dicembre 1912) è stato un medico e letterato italiano.
Cofondatore della Società bibliografica italiana, nel 1896 pubblicò una Bibliografia delle cronistorie dei teatri d'Italia. Le sue raccolte di libri e melodrammi si conservano rispettivamente alla Biblioteca nazionale di Firenze e alla Biblioteca Marucelliana.